# Axel Hamborn
Axel Harald Hamborn, född 19 februari 1892 i Solberga socken, död 1971, var en svensk målare, tecknare och grafiker.
Han var son till Ola Hansson och Hanna Jakobsson och från 1929 gift med Maj Karlsson. Hamborn studerade vid Konsthögskolan i Stockholm 1920-1926 där han tilldelades den hertliga medaljen, samt under studieresor till bland annat Tyskland, Nederländerna, Belgien och Frankrike. Han ställde ut separat ett flertal gånger i Malmö 1925-1953 samt på Konstnärshuset i Stockholm 1940 och 1943. Han medverkade årligen i samlingsutställningar med Sveriges allmänna konstförening sedan 1921 och i Skånes konstförenings utställningar i Malmö. Med Grafiska sällskapet ställde han ut i Polen, Schweiz, England och USA. Hamborn finns representerad vid bland annat Moderna museet, Nationalmuseum i Stockholm.